# Рибосомний білок S8
Рибосомний білок S8 (англ. Ribosomal protein S8) — білок, який кодується геном RPS8, розташованим у людей на короткому плечі 1-ї хромосоми. Довжина поліпептидного ланцюга білка становить 208 амінокислот, а молекулярна маса — 24 205.
| 10         |  | 20         |  | 30         |  | 40         |  | 50         |
| ---------- |  | ---------- |  | ---------- |  | ---------- |  | ---------- |
| MGISRDNWHK |  | RRKTGGKRKP |  | YHKKRKYELG |  | RPAANTKIGP |  | RRIHTVRVRG |
| GNKKYRALRL |  | DVGNFSWGSE |  | CCTRKTRIID |  | VVYNASNNEL |  | VRTKTLVKNC |
| IVLIDSTPYR |  | QWYESHYALP |  | LGRKKGAKLT |  | PEEEEILNKK |  | RSKKIQKKYD |
| ERKKNAKISS |  | LLEEQFQQGK |  | LLACIASRPG |  | QCGRADGYVL |  | EGKELEFYLR |
| KIKARKGK   |  |            |  |            |  |            |  |            |

A: Аланін

C: Цистеїн

D: Аспарагінова кислота

E: Глутамінова кислота

F: Фенілаланін

G: Гліцин

H: Гістидин

I: Ізолейцин

K: Лізин

L: Лейцин

M: Метіонін

N: Аспарагін

P: Пролін

Q: Глутамін

R: Аргінін

S: Серин

T: Треонін

V: Валін

W: Триптофан

Цей білок за функціями належить до рибонуклеопротеїнів, рибосомних білків. 
Локалізований у цитоплазмі, мембрані.